# Tegula (zoologia)
Tegula Lesson, 1832 è un genere di molluschi gasteropodi marini, dotati di conchiglia, appartenente alla famiglia Tegulidae.

## Biologia
La funzione del cuore nelle lumache del genere Tegula può avere un'importanza critica per la loro tolleranza alla temperatura.

## Tassonomia
Al genere appartengono le seguenti 53 specie:
- Callistele Cotton & Godfrey, 1935
- Tegula argyrostoma (Gmelin, 1791)
- Tegula atra (Lesson, 1830)
- Tegula aureotincta (Forbes, 1852)
- Tegula bergeroni McLean, 1970
- Tegula brunnea (Philippi, 1849)
- Tegula cooksoni (E. A. Smith, 1877)
- Tegula corrugata (A. Adams, 1853)
- Tegula corteziana McLean, 1970
- Tegula corvus (Philippi, 1850)
- Tegula eiseni Jordan, 1936
- Tegula euryomphala (Jonas, 1844)
- Tegula excavata (Lamarck, 1822)
- Tegula fasciata (Born, 1778)
- Tegula felipensis McLean, 1970
- Tegula funebralis (A. Adams, 1855)
- Tegula gallina (Forbes, 1852)
- Tegula globulus (Carpenter, 1857)
- Tegula gruneri (Philippi, 1849)
- Tegula hotessieriana (d'Orbigny, 1842)
- Tegula ignota Ramírez-Böhme, 1976
- Tegula kusairo Yamazaki, Hirano, Chiba & Fukuda, 2020
- Tegula ligulata (Menke, 1850)
- Tegula lischkei (Tapparone Canefri, 1874)
- Tegula lividomaculata (C. B. Adams, 1845)
- Tegula luctuosa (d'Orbigny, 1841)
- Tegula mariana (Dall, 1919)
- Tegula melaleucos (Jonas, 1844)
- Tegula montereyi (Kiener, 1850)
- Tegula nigerrima (Gmelin, 1791)
- Tegula panamensis (Philippi, 1849)
- Tegula patagonica (d'Orbigny, 1835)
- Tegula pellisserpentis (Wood, 1828)
- Tegula pfeifferi (Philippi, 1846)
- Tegula picta McLean, 1970
- Tegula pulligo (Gmelin, 1791)
- Tegula puntagordana Weisbord, 1962
- Tegula quadricostata (W. Wood, 1828)
- Tegula regina (Stearns, 1892)
- Tegula rubroflammulata (Koch in Philippi, 1843)
- Tegula rugosa (A. Adams, 1853)
- Tegula rustica (Gmelin, 1791)
- Tegula snodgrassi (Pilsbry & Vanatta, 1902)
- Tegula tridentata (Potiez & Michaud, 1838)
- Tegula turbinata (A. Adams, 1853)
- Tegula verdispira McLean, 1970
- Tegula verrucosa McLean, 1970
- Tegula viridula (Gmelin, 1791)
- Tegula xanthostigma (A. Adams, 1853)